# Kleine egelskop
De kleine egelskop (Sparganium emersum) is een vaste plant uit de egelskopfamilie (Sparganiaceae). De plant komt van nature voor op het Noordelijk halfrond.
De plant wordt 20-60 cm hoog. De glanzend lichtgroene, 3-12 mm brede, drijvende of rechtopstaande bladeren zijn driehoekig, van boven vlak met een duidelijke middennerf en van onderen min of meer gekield. De bladnerven zijn donker gekleurd.
De kleine egelskop bloeit van juni tot september met witgele bloemen, die in 6 tot 16 hoofdjes staan gerangschikt. Er zijn drie tot zes hoofdjes met vrouwelijke en drie tot tien hoofdjes met mannelijke bloemen. De mannelijke bloemhoofdjes zitten boven de vrouwelijke. De helmknoppen zijn 1-1,5 mm lang en de stempels zijn 1,5-2,5 mm lang. De onderste schutbladen hebben aan de voet een smalle, vliezige rand.
De vrucht is een nootje, dat in het midden is ingesnoerd en waarvan de onderste 1-1,5 mm een steel vormt. Het nootje heeft een rechte snavel, die korter is dan het nootje.
De kleine egelskop komt voor in stilstaand- en stromend, meestal voedselrijk water.

## Namen in andere talen
- Duits: Einfache Igelkolben
- Engels: Branched Bur-reed, European bur-reed
- Frans: Rubanier émergé